# Шлахта, Маргит
Маргит Шлахта (венг. Slachta Margit; 18 сентября 1884 года — 6 января 1974 года) — венгерский общественный деятель. В 1920 году она стала первой женщиной, избранной в венгерский Парламент, в 1923 году основала институт Сестер социального обслуживания и Католический религиозный институт женщин.

## Биография
Маргит Шлахта родилась в городе Касса, Венгрия в 1884 году. Родители Маргит имели аристократические корни. Предки её отца, Кальмана Шлахта (1857—1936) принадлежали к польской знати, её мать, Борбала Саросси Сарос (1855—1936) была дочерью помещика.
В молодом возрасте Маргит и её родители на некоторое время уехали жить в США. По возвращении в Венгрию, Маргит училась в католической школе в Будапеште, работала учителем французского и немецкого языков.
Политическая карьера Маргит Шлахта началась началась после окончания Первой мировой войны, когда она проводила борьбу за допуск женщин к голосованию в Венгрии.
Поборник прав человека, она создала Союз католических женщин — организацию по решению женского вопроса в Венгрии, в 1920 году она стала первой женщиной, избранной в венгерский Парламент.
В 1908 году Шлахта присоединилась к религиозной общине Общество социальной миссии. В 1923 году она основала институт Сестёр социальной службы. Социальные сестры были хорошо известны во всей Венгрии, так как они оказывали помощь людям как медсестры, акушерки и предоставляли приют для бездомных. Союз способствовал развитию профессионального образования в области социальной работы в Будапеште и Клуже. В работе религиозной общины участвовало много студентов.
В 1938 году в Венгрии были приняты Первые антиеврейские законы. С того времени Шлахта в публикуемых статьях своей газеты Голос Духа выступала в защиту евреев. В 1943 году правительство закрыло её газету, но Шлахта продолжала публиковаться в «подполье».
В 1940 году Венгрия присоединилась к державам «оси». Осенью 1940 года начались притеснения евреев. Шлахта отреагировала незамедлительно, сообщая в 1940 году об этом. Процесс притеснений закончился 9 декабря, когда пришла телеграмма из Министерства обороны с приказом освободить задержанных.
В годы Второй Мировой войны сторонники Слачты укрывали гонимых евреев, выступали против принудительного труда и антисемитских законов, ездили в Рим в 1943 году для поощрения папских начинаний, осуждающих гонения на евреев.
После вторжения в Советский Союз в июне 1941 года, в котором участвовала и Венгрия, Шлахта протестовала против многотысячной принудительной вербовки евреев в так называемую трудовую службу в венгерской армии. Евреи были вынуждены производить работы, которые были связаны с высоким риском травматизма и смерти.
Шлахта говорила, что заветы их веры требуют, чтобы они защищали евреев, даже если это могло привело к их собственной гибели. Нацисты оккупировали Венгрию в 1944 году и начались массовые депортации евреев. Сестры Шлахта устроили молебен в надежде, что это избавит людей от депортации, отправляли продукты питания в еврейские гетто, давали приют людям в монастырях. Шлахта и сестра Сара Шалкахази лишь чудом избежали расстрела за свои действия. Сестры спасли более 2000 венгерских евреев. В 1985 году Яд ва-Шем признал Маргит Шлахта Праведником народов мира.
Шлахта продолжила работу в парламенте после выборов 1945 года. Её избрали по списку от Гражданской демократической партии. Однако, она вышла из партии в январе 1946 года и работала как независимый кандидат. Впоследствии Христианская женская Лига стала самостоятельным участником выборов 1947 года, набрав четыре места.
В 1949 году, опасаясь ареста, Шлахта укрылась в монастыре доминиканцев. Несмотря на угрозу тюремного заключения, она появилась 15 мая 1949 года на выборах. Летом 1949 года уехала из страны и путешествовала под именем Etelka Tóth по Соединённым Штатам.
В США Слата работала под псевдонимом Борбала Немес на Радио Свободная Европа, вела переписку под псевдонимом Маргит Немеш. В 1951 году она отправилась в Вену в надежде на возвращение в Венгрию. Когда же её надежды были разбиты, она вернулась 5 мая 1953 года назад в США, на этот раз под своим настоящим именем.
Скончалась Маргит Шлахта 6 января 1974 года в городе Буффало, штат Нью — Йорк.

## Труды
- A puszták rejtekéből az élet centrumába (Budapest, 1918)
- Elkapott sugarak (Budapest, 1927) (útiélmények az Egyesült Államokból)
- Pünkösdi tűz (Budapest, 1944)
- Sugárzó élet. Válogatás Slachta Margit testvér gondolataiból. (Budapest, 1993)